# Eustaquio Ilundain y Esteban
Eustaquio Ilundáin y Esteban (Pamplona, 20 de setembro de 1862 - 10 de agosto de 1937) foi um cardeal da Igreja Católica Romana que serviu como arcebispo de Sevilha.

## Sacerdócio
Eustaquio foi educado no Seminário de Pamplona e no Seminário de Ciudad Real. Ele foi ordenado em 1886 em Pamplona. Derviu como membro do corpo docente do Seminário de Pamplona de 1886 até 1891. De 1901 até 1904 era o Reitor do Seminário de Segóvia.

## Episcopado
Foi nomeado bispo de Ourense pelo papa Pio X em 14 de novembro de 1904. Serviu como senador do Reino espanhol para a província de Santiago de Compostela. Ele foi promovido para a sede metropolitana de Sevilha em 16 de dezembro de 1920.
Enquanto bispo de Ourense, ele ordenou o desmantelamento de um baldaquino que havia sido construído sobre o altar da igreja do mosteiro de Santa María la Real de Oseira. Ele descreveu como "un armatoste". Este dossel de madeira barroca ornamentada, embora possivelmente em mau estado de conservação, foi muito amado pelos aldeões de Oseira. Eles ficaram chateados e protestaram, mas o bispo Ilundáin recusou-se a ouvi-los ou a retratar seu pedido. Ele considerou que o baldaquino era uma monstruosidade feia que estragava a beleza da magnífica igreja e não seria contradita. Os protestos continuaram. Os carpinteiros locais recusaram-se a cumprir as ordens do bispo. Determinado a ser obedecido, em abril de 1909, um grupo de carpinteiros foi enviado de Ourense acompanhado por um contingente armado de uns dezesseis ou mais Guardas Civis, com um oficial, o tenente Salinas. O resultado foi o terrível massacre de pelo menos sete aldeões do meio da multidão que se reuniram para expressar suas objeções. Entre eles, uma menina de catorze anos, uma mulher grávida e dois homens idosos de setenta anos. Um número desconhecido foi ferido com ferimentos de bala, muitos com medo de se identificar por medo de possíveis represálias. Após o evento, o bispo Ilundáin desapareceu convenientemente por várias semanas, ostensivamente em uma visita episcopal a algum canto remoto da província, e não pôde ser contatado. Sabe-se que ele havia discutido o assunto com o governador civil antes do incidente. Se ele solicitou a presença dos Guardas Civis ou se o Governador Civil deu a ordem de forma independente não é conhecido. O fato é que ele foi cúmplice e que, como resultado direto de sua intransigência pesada e arrogante, vidas inocentes foram brutalmente e desnecessariamente tiradas.

## Cardinalizado
Ele foi criado e proclamado Cardeal-Sacerdote de San Lorenzo em Panisperna pelo Papa Pio XI no consistório de 30 de março de 1925. Ele morreu ainda no cargo em 1937.